# 글립페아상과

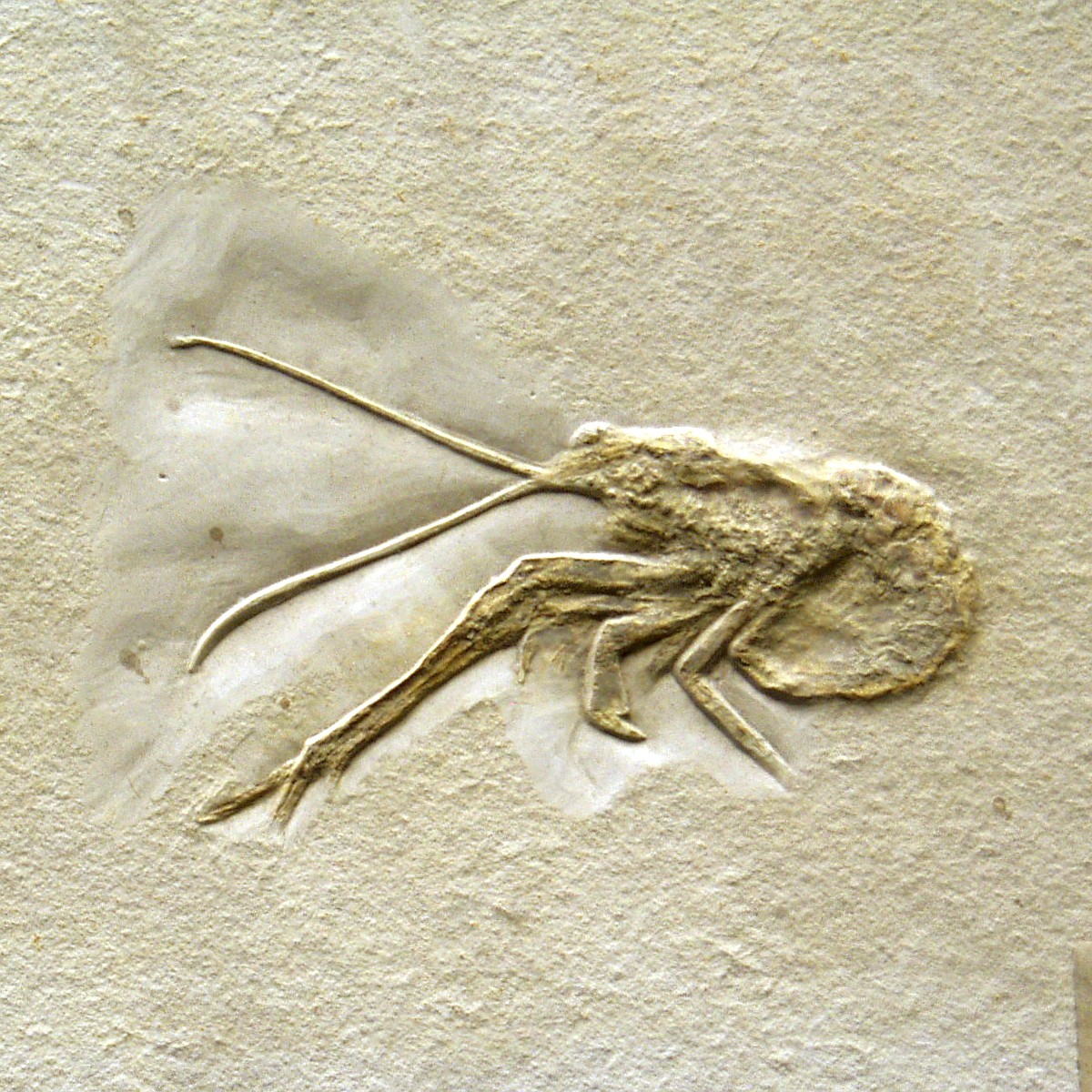
Fossil Mecochirus longimanatus

글립페아상과(Glypheoidea)는 십각목에 속하는 바닷가재를 닮은 갑각류 분류군으로, 졸렌호펜 석회암층(Solnhofen limestone)과 같은 화석 동물구계(動物區系)에서 중요한 부분을 차지하고 있다.
이 십각류는 1970년대에 발견된 이후, 일종의 살아있는 화석 또는 나사로 분류군의 좋은 예의 하나이며, 에오세 기간 동안 멸종한 것으로 간주되고 있다. 글립페아상과는 5개 과를 포함하고 있다. 현존하는 2개 종, 네오글리페아(Neoglyphea inopinata)와 라우렌타이글리페아( Laurentaeglyphea neocaledonica)는 둘 다 글리페아과으로 분류하고 있다.

## 분류
모두 5개 과, 21개 속으로 분류하며, 2개 속은 현존하고 있다.
- † Chimaerastacidae
  - † Chimaerastacus
- 글립페아과 (Glypheidae)
  - † Cedrillosa
  - † Glyphea
    - Laurentaeglyphea
    - Neoglyphea

  - † Paralitogaster
  - † Squamosoglyphea
  - † Trachysoma
- † Mecochiridae
  - † Huhatanka
  - † Jabaloya
  - † Mecochirus
  - † Meyeria
  - † Preatya
  - † Pseudoglyphea
  - † Selenisca
- † Pemphicidae
  - † Pemphix
  - † Pseudopemphix
  - † Sinopemphix
- † Platychelidae
  - † Glaessnericaris
  - † Platychela
  - † Platypleon